# Uma Aventura de Marc Mathieu
Marc Mathieu é um arqueólogo que se vê envolvido em estranhas aventuras com deuses antigos, civilizações perdidas, mistérios e maldições do passado, do Egipto à América do Sul. Nesta sua procura de resolver os enigmas conta com a ajuda dos seus companheiros permanentes Youssef e o Professor Herbert, e de outros aliados com que se cruza nos seus destinos.

## Álbuns

### Em Portugal
- O Falcão de Mû (1º Volume) - 1982
- O Falcão de MÛ (2º Volume) - 1982
- A Marca do Minotauro
- O Testamento do Deus Chac - 1984